# Grand Prix Monako 1948
Grand Prix Monako 1948 (oryg. X Grand Prix Automobile de Monaco) – jeden z wyścigów Grand Prix rozegranych w 1948 roku, a pierwszy spośród tzw. Grandes Épreuves.

## Lista startowa
Na niebieskim tle kierowcy, którzy nie wzięli udziału w kwalifikacjach, lecz współdzielili samochód w czasie wyścigu
| Nr | Kierowca                | Zespół                | Samochód          | Silnik       |   |
| -- | ----------------------- | --------------------- | ----------------- | ------------ | - |
| 2  | Clemar Bucci            | Scuderia Milano       | Maserati 4CLT     | Maserati L4c | ? |
| 4  | Yves Giraud-Cabantous   | SFACS Ecurie France   | Talbot-Lago 150C  | Talbot L6    | ? |
| 8  | Louis Rosier            | prywatny              | Talbot-Lago T26C  | Talbot L6    | ? |
| 10 | Eugène Chaboud          | Ecurie Lutetia        | Delahaye 135S     | Delahaye L6  | ? |
| 12 | Jean-Pierre Wimille     | Equipe Gordini        | Simca-Gordini T11 | Gordini L4   | ? |
| 14 | Raymond Sommer          | Equipe Gordini        | Simca-Gordini T15 | Gordini L4   | ? |
| 16 | Maurice Trintignant     | Equipe Gordini        | Simca-Gordini T15 | Gordini L4   | ? |
| 20 | Reg Parnell             | prywatny              | ERA E             | ERA L6c      | ? |
| 22 | Cuth Harrison           | prywatny              | ERA B             | ERA L6c      | ? |
| 24 | Luigi Villoresi         | Scuderia Ambrosiana   | Maserati 4CLT     | Maserati L4c | ? |
| 24 | Alberto Ascari          | Scuderia Ambrosiana   | Maserati 4CLT     | Maserati L4c | ? |
| 26 | Alberto Ascari          | Scuderia Ambrosiana   | Maserati 4CL      | Maserati L4c | ? |
| 28 | Nello Pagani            | Scuderia Enrico Platé | Maserati 4CL      | Maserati L4c | ? |
| 30 | Giuseppe Farina         | prywatny              | Maserati 4CLT     | Maserati L4c | ? |
| 32 | Piero Taruffi           | Cisitalia Spa         | Cisitalia D46     | FIAT L4      | ? |
| 34 | Tazio Nuvolari          | Cisitalia Spa         | Cisitalia D46     | FIAT L4      | ? |
| 36 | Igor Trubieckoj         | Scuderia Inter        | Ferrari 166SC     | Ferrari V12  | ? |
| 38 | Louis Chiron            | SFACS Ecurie France   | Talbot-Lago T26   | Talbot L6    | ? |
| 40 | Prince Bira             | Equipe Gordini        | Simca Gordini T15 | Gordini L4   | ? |
| 42 | Emmanuel de Graffenried | Enrico Platé          | Maserati 4CL      | Maserati L4c | ? |
| Nr | Kierowca                | Zespół                | Samochód          | Silnik       |   |

### Kwalifikacje
Źródło: silhouet.com
| Poz. | Nr | Kierowca            | Konstruktor   | Czas   | Poz. s. |
| ---- | -- | ------------------- | ------------- | ------ | ------- |
| 1    | 30 | Giuseppe Farina     | Maserati      | 1:53,8 | 1       |
| 2    | 12 | Jean-Pierre Wimille | Simca-Gordini | 1:54,2 | 2       |
| 3    | 24 | Luigi Villoresi     | Maserati      | 1:54,3 | 3       |

### Wyścig
Źródło: statsf1
| P                 | + / –     | Nr | Kierowca                       | Konstruktor   | Okr. | Czas / Strata   | Komentarz           |
| ----------------- | --------- | -- | ------------------------------ | ------------- | ---- | --------------- | ------------------- |
| 1                 | Bez zmian | 30 | Giuseppe Farina                | Maserati      | 100  | 3:18:26,9       |                     |
| 2                 | 9         | 38 | Louis Chiron                   | Talbot-Lago   | 100  | +0:35,2         |                     |
| 3                 | 4         | 42 | Emmanuel de Graffenried        | Maserati      | 98   | +2 okr          |                     |
| 4                 | 9         | 16 | Maurice Trintignant            | Simca-Gordini | 98   | +2 okr          |                     |
| 5                 | 2         | 24 | Luigi Villoresi Alberto Ascari | Maserati      | 97   | +3 okr          | Bolid współdzielony |
| 6                 | 6         | 4  | Yves Giraud-Cabantous          | Talbot-Lago   | 95   | +5 okr          |                     |
| 7                 | 12        | 10 | Eugène Chaboud                 | Delahaye      | 88   | +12 okr         |                     |
| 8                 | Bez zmian | 2  | Clemar Bucci                   | Maserati      | 65   | +35 okr         |                     |
| Niesklasyfikowani |           |    |                                |               |      |                 |                     |
|                   |           | 32 | Piero Taruffi                  | Cisitalia     | 64   | Brak paliwa     |                     |
|                   |           | 28 | Nello Pagani                   | Maserati      | 64   | Skrzynia biegów |                     |
|                   |           | 24 | Alberto Ascari                 | Maserati      | 61   | Wyciek oleju    |                     |
|                   |           | 12 | Jean-Pierre Wimille            | Simca-Gordini | 60   | Silnik          |                     |
|                   |           | 36 | Igor Trubieckoj                | Ferrari       | 58   | Wypadek         |                     |
|                   |           | 22 | Cuth Harrison                  | ERA           | 47   | Silnik          |                     |
|                   |           | 20 | Reg Parnell                    | ERA           | 22   | Wyciek oleju    |                     |
|                   |           | 34 | Tazio Nuvolari                 | Cisitalia     | 16   | Silnik          |                     |
|                   |           | 8  | Louis Rosier                   | Talbot-Lago   | 16   | Silnik          |                     |
|                   |           | 14 | Raymond Sommer                 | Simca-Gordini | 5    | Zawór           |                     |
|                   |           | 40 | Prince Bira                    | Simca-Gordini | 5    | Wyciek oleju    |                     |
| P                 | + / –     | Nr | Kierowca                       | Konstruktor   | Okr. | Czas / Strata   | Komentarz           |

### Najszybsze okrążenie
Źródło: silhouet.com
| Nr | Kierowca        | Konstruktor | Czas   | Okr. |
| -- | --------------- | ----------- | ------ | ---- |
| 30 | Giuseppe Farina | Maserati    | 1:53,9 |      |